# أعكيين (لوطا)
أعكيين هي إحدى مشيخات المملكة المغربية، تتبع جغرافيا لإقليم الحسيمة وإداريًا للوطا. يقدر عدد سكانها بـ 3565 نسمة حسب الإحصاء الرسمي للسكان والسكنى لسنة 2004.